# 1991 (EP)
1991, publicado en 2012, es el EP de la rapera estadounidense Azealia Banks. En 2011 la rapera lanzó el primer sencillo, titulado "212" en colaboración con Lazy Jay. Luego de la recepción positiva de esta canción, Azealia firmó contrato con Interscope Records y Polydor Records. Luego de que el primer sencillo de Banks tuviera una buena recepción en las listas europeas, la rapera comenzó a trabajar en este EP. El segundo sencillo fue "Liquorice", lanzado el 6 de diciembre de 2012. Banks también lanzó videos para las canciones que no fueron sencillos, "1991" y "Van Vogue".

## Antecedentes
Azealia en sus inicios era conocida como "Miss Bank$", en 2009 publicó sus dos primeras canciones "Seventeen" (un remix de la canción, "Seventeen") y "Gimme a Chance". Luego de trabajar un tiempo con el famoso productor Diplo, firmó un contrato con XL Recordings. Ella dejó la etiqueta más tarde ese año, debido a conflictos de producción.
Después de salir de XL Recordings, Banks cambió su nombre artístico por su nombre real, Azealia Banks. Luego Azealia se trasladó a Montreal. Banks subido varias canciones a You Tube, incluyendo "L8R" y un cover de "Slow Hands" de la banda Interpol. En septiembre de 2011, Banks lanzó su primer single "212" como libre descarga digital en su página web, fue lanzado oficialmente el 6 de diciembre de 2011 bajo el sello Interscope Records.

## Lanzamiento y promoción
Originalmente este EP iba a ser lanzado el 17 de abril de 2012, pero fue retrasado. El 15 de mayo fue publicado la tapa y la lista de canciones de 1991, con la confirmación de que sería lanzado el 28 de mayo en el Reino Unido. También lanzado digitalmente el 29 de mayo y físicamente el 12 de junio en los Estados Unidos. 
El listado de canciones de este EP originalmente contenía tres canciones: "212", "Liquorice" y "Grand Prix". Luego del retraso Azealia cambió el listado agregando "Van Vogue" y "1991", aunque quitó "Grand Prix". Esta última fue agregada a su álbum debut, Broke With Expensive Taste cambiándole el nombre a "Miss Camaraderie".
De 1991, las canciones "212" y "Liquorice" fueron lanzadas como sencillos. La primera que es un sample de "Float My Boat" del DJ Lazy Jay, logró escalar en varias listas europeas. Sin embargo "Liquorice" no logró la misma recepción.

## Críticas
1991 recibió numerosos elogios de los críticos de música. En Metacritic, que asigna un calificación promedio de los comentarios de los críticos principales, recibió un promedio de puntuación de 84 de 100, basado en nueve reseñas. El editor de AllMusic, David Jeffries se sorprendió por las líricas de Banks y llamó al EP un "corto house-rap explosivo". Chris Dart de Exclaim! fue también impresionado por la rapidez de Banks al rapear. Lindsay Zoladz de Pitchfork Media dijo que 1991 es "otro ejemplo de las habilidades versátiles de Banks, este gran EP nos recuerda que Banks sigue siendo una artista en su etapa de desarrollo".
1991 fue incluida por la revista Rolling Stone en el número 30 en la lista de "50 mejores Discos del 2012", mientras que Time lo nombró el noveno mejor álbum de 2012.

## Lista de canciones
| N.º | Título                 | Escritor(es)                               | Producer(s)           | Duración |  |
| 1.  | «1991»                 | Azealia Banks, Kevin James, Travis Stewart | Machinedrum           | 3:30     |  |
| 2.  | «Van Vogue»            | Banks, Stewart                             | Machinedrum           | 5:57     |  |
| 3.  | «212» (feat. Lazy Jay) | Banks, Jef Martens                         | Jef Martens, Lazy Jay | 3:24     |  |
| 4.  | «Liquorice»            | Banks, Lone                                | Lone                  | 3:18     |  |

Créditos
- "1991" sample de "DDD", canción de Machinedrum.
- "Van Vogue" sample de "Van Vogue", canción de Machinedrum.
- "212" sample de "Float My Boat", canción de Lazy Jay.
- "Liquorice" sample de "Pineapple Crush", canción de Lone.

## Lista de posiciones
| Chart (2012–13)                         | Peak position |
| --------------------------------------- | ------------- |
| Australia (ARIA)                        | 63            |
| Australia Urban (ARIA)                  | 10            |
| Irlanda (IRMA)                          | 97            |
| UK Singles (Official Charts Company)    | 79            |
| Estados Unidos (Billboard 200)          | 133           |
| Estados Unidos (Top Heatseekers Albums) | 1             |
| Estados Unidos (Top Rap Albums)         | 12            |
| Estados Unidos (Top R&B/Hip-Hop Albums) | 17            |

## Certificaciones
| País                                                            | Certificación | Ventas  |
| --------------------------------------------------------------- | ------------- | ------- |
| Australia (ARIA)                                                | Oro           | 35 000^ |
| ^cifras de envíos sobre la base de la certificación por sí sola |               |         |